# مایدانکی
مایدانکی (به لاتین: Majdanki) یک روستا در لهستان است که در گمینا خلویسکا واقع شده‌است. مایدانکی ۱۳۶ نفر جمعیت دارد.